# Julia Richter
Julia Richter, nemška veslačica, * 29. september 1988, Schwedt.